# Ochodza (województwo pomorskie)
Ochodza (kaszb. Òchòdzô, niem. Wochotz) – osada w Polsce położona w województwie pomorskim, w powiecie słupskim, w gminie Dębnica Kaszubska, w otulinie Parku Krajobrazowego Dolina Słupi. Miejscowość wchodzi w skład sołectwa Motarzyno.
W latach 1975–1998 miejscowość administracyjnie należała do województwa słupskiego.

## Nazwa
Nazwa miejscowości ma pochodzenie słowiańskie i charakter topograficzny. Jest to nazwa prymarna przeniesiona z nazwy pospolitej ochodza „podmokłe zagłębienie, kępa”. Niemiecka nazwa Wochotz jest adaptacją fonetyczną pierwotnej nazwy słowiańskiej. W latach 1937–1945 miejscowość nosiła nazwę Waldesruh – jest to tzw. chrzest nazewniczy o charakterze topograficznym, złożony z dwóch członów-nazw pospolitych: Wald „las” i Ruhe„spokojne miejsce, spokój”.
Rada Języka Kaszubskiego proponuje kaszubską formę nazwy Òchòdzô.